# 招就
招就（1902年—1968年），南海人，富家子弟。於1920年代在佛山西便巷師從陳汝棉學習詠春拳。陳汝棉於1932年攜同在順德學習母系洪拳的4名兒女，應受聘請到廣西出任兩廣國術教官兼軍醫。此後佛山館務由陳汝棉妻洪拳名師黎好主理，從此招就兼習洪拳。招就在戰爭時在佛山筷子里衆義館任教，其堂侄招允為助教。和平後遷往中山石岐太平路設館教少林拳，門徒有彭南、區康（父為區仕）、招允、梁日星和朱國現等。招就除了詠春拳外，還熟習單刀、雙鐧、五節鞭、七節鞭及齊眉棍等多種花洪器械。招就於1968年病逝於佛山。